# Jean Butez
Jean Butez (Rijsel, 8 juni 1995) is een Frans voetballer. De doelman kreeg zijn jeugdopleiding bij Lille OSC, maar brak er nooit door bij de hoofdmacht. Hij vertrok in 2017 naar België en speelde er achtereenvolgens voor Moeskroen en Antwerp, waarmee de Fransman in 2023 landskampioen werd. Bij de Great Old won hij ook tweemaal de Beker van België (2020, 2023). Sinds 2025 staat Butez onder contract bij het Italiaanse Como.

## Carrière

### Lille OSC
Butez begon met voetballen bij FC Merris, de club uit zijn thuisgemeente Merris. Twee jaar later maakte hij de overstap naar Lille OSC, dat hem op het spoor kwam tijdens een futsaltoernooi waarin hij uitgeroepen werd tot beste doelman. In het seizoen 2012/13 sprokkelde hij zijn eerste speelminuten voor Lille B in de CFA, het vierde niveau in het Franse voetbal. Nadat hij in 2015 met de club uit de CFA degradeerde, won hij een jaar later de titel in de CFA 2. In vijf seizoenen speelde hij 81 officiële wedstrijden voor het tweede elftal van Lille. Intussen versierde hij af en toe een plaatsje in de selectie van het eerste elftal van Lille, maar officiële speelminuten kreeg hij er nooit.

### Excel Moeskroen

#### 2017/18
In het seizoen 2017/18 werd Butez uitgeleend aan Royal Excel Moeskroen, de vroegere zusterclub van Lille. Op de eerste speeldag van de Jupiler Pro League kreeg hij meteen een basisplaats tegen KV Oostende (0-1 winst). Op de tweede speeldag pakte hij tegen Sporting Charleroi in de 82e minuut een rode kaart vanwege een handsbal. Doordat alle wissels al waren opgebruikt, moest rechtsachter Mërgim Vojvoda in doel depanneren. Op de derde speeldag nam Logan Bailly zijn plaats onder de lat in. Butez zou dat seizoen maar aan elf officiële wedstrijd komen voor de Henegouwse club. Nadat Lille in de zomer van 2018 zijn contract ontbond, lijfde Moeskroen hem definitief in.

#### 2018/19
Excel Moeskroen begon het seizoen 2018/19 met een 0 op 15 in de competitie, waarna trainer Frank Defays ontslagen werd. Tijdens deze vijf wedstrijden stond Olivier Werner in doel. Ook op de zesde speeldag, toen Moeskroen onder interim-trainer Laurent Demol met 3-1 onderuit ging bij Sporting Charleroi, stond Werner in doel. Onder Bernd Storck, die op 2 september 2018 werd aangesteld als de nieuwe trainer van Les Hurlus, werd de keepershiërarchie op Le Cannonier herschikt. Logan Bailly, die in het seizoen 2017/18 nog 19 van de 40 competitiewedstrijden had gespeeld, werd een paar dagen na de komst van Storck naar de B-kern verwezen. Een maand later werd zijn contract ontbonden. Ook Werner zou na de komst van Storck definitief naar het achterplan verdwijnen. Tijdens een oefenwedstrijd tegen Troyes AC koos Storck nog voor Werner, maar die veroorzaakte tegen de toenmalige Franse tweedeklasser de strafschopfout waaruit de bezoekers het enige doelpunt van de wedstrijd scoorden. Voor de thuiswedstrijd tegen KV Kortrijk op de zevende competitiespeeldag koos hij voor Butez. Moeskroen won deze wedstrijd met 1-0 en pakte zo zijn eerste punten van het seizoen. Werner, die onder Storck enkel nog een bekerwedstrijd tegen KV Oostende speelde (die Moeskroen verloor na strafschoppen), koos in januari 2019 voor een transfer naar RFC Seraing, waarna Moeskroen met Vaso Vasic een nieuwe doublure aantrok voor Butez.
Butez liet in het seizoen 2018/19 een sterke indruk na, mede door de 23 op 27 die Moeskroen na de jaarwisseling behaalde in de reguliere competitie. In de winter van 2019 werd hij nadrukkelijk genoemd als potentiële opvolger van Lovre Kalinic bij AA Gent, en in februari 2019 tipte de Franstalige voetbalanalist Stéphane Pauwels hem bij Olympique Lyon. Na afloop van de reguliere competitie werd hij ook genoemd bij Standard Luik en RSC Anderlecht.
In de zomer van 2019 leek hij een serieuze optie voor Club Brugge, maar toen Moeskroen zes miljoen euro vroeg en Club voor amper één miljoen meer Simon Mignolet kon halen, lieten ze de piste-Butez varen. Later knapte ook AS Monaco (dat hem meteen wilde uitlenen aan dochterclub Cercle Brugge) af op de hoge transferprijs, die zo hoog werd gelegd omdat Moeskroen de helft van de transfersom moest delen met Lille OSC. Butez verklaarde een paar jaar later dat hij kwaad was dat Moeskroen destijds zo gulzig was. Zijn gemiste transfer noemde hij in 2022 wel "een geluk bij een ongeluk".

Misschien was de stap naar Club Brugge te groot gebleken. Ze speelden Champions League, wilden top blijven. Voor mij was het interessant om samen met een club als Antwerp te groeien.

### Antwerp FC

#### 2020/21
Op 12 juni 2020 werd via de officiële mediakanalen bekend gemaakt dat Butez de overstap zou maken naar  R. Antwerp FC. Butez moest er de opvolger worden van Sinan Bolat, wiens contract niet verlengd werd. Hij kreeg een contract tot medio 2026. De transfersom zou rond de 2 miljoen euro liggen. Royal Excel Moeskroen weigerde niet lang daarvoor een bod van 1 miljoen euro. Butez debuteerde op 8 augustus 2020 voor Antwerp in de competitiewedstrijd tegen zijn ex-club Moeskroen.
Butez begon goed aan het seizoen, maar ging op de vijftiende speeldag in de fout tegen KRC Genk, wat leidde tot het derde tegendoelpunt in de 4-2-nederlaag. Om Butez mentale en fysieke rust te gunnen stelde trainer Ivan Leko de week daarop Alireza Beiranvand op tegen Tottenham Hotspur FC en Club Brugge, maar toen de Iraniër tegen Club Brugge onvoldoende kon overtuigen nam Butez in de midweekmatch tegen Zulte Waregem opnieuw zijn plaats in doel in. Kort na de jaarwisseling viel Butez echter uit met een enkelblessure, waardoor eerst Beiranvand en vervolgens de tijdens de winter gehuurde Ortwin De Wolf hem in doel moesten vervangen. Bij de start van de Champions Play-offs koos trainer Frank Vercauteren echter opnieuw voor Butez.

#### 2021/22
Onder Vercauterens opvolger Brian Priske vatte Butez het seizoen 2021/22 aan als eerste doelman. In augustus 2021 mat de Fransman zich de heldenrol aan door in de terugwedstrijd van de play-offronde van de Europa League tegen Omonia Nicosia de penalty's van Jan Lecjaks en Panagiotis Zachariou te stoppen tijdens de strafschoppenserie, waardoor Antwerp zich plaatste voor de groepsfase. Daarin stelde Antwerp teleur: in een groep met Eintracht Frankfurt, Fenerbahçe SK en Olympiakos Piraeus eindigde The Great Old laatste met 5 op 18. In de competitie ging het beter: de club startte het seizoen weliswaar met 0 op 6 na nederlagen tegen KV Mechelen en KV Kortrijk, maar herpakte zich en stond vanaf de achtste speeldag onafgebroken in de top vier van het klassement. Butez had daar met zijn vele saves een groot aandeel in. De supporters van Antwerp riepen hem uit tot 'Speler van het Jaar'.

#### 2022/23
Onder de nieuwe coach Mark van Bommel bleef Butez onbetwiste nummer 1 in de goal, hij speelde elke minuut. Door de komst van onder andere Toby Alderweireld werd zijn verdediging. Butez beleefde een topseizoen, over alle competities heen speelde hij 52 wedstrijden en behaalde maar liefst 27 clean sheets. Daarnaast behaalde Royal Antwerp FC de titel, won het de Beker van België en de Supercup.
In totaal speelde Butez 170 wedstrijden voor Antwerp, waarbij 63 keer zonder tegendoelpunt.

### Como 1907
Eind 2024 was Butez niet meer de vaste doelman bij Antwerp. In januari 2025 werd de Fransman getransfereerd naar het Italiaanse Como 1907, dat uitkomt in de Serie A. Hij kreeg er een contract tot 30 juni 2028.

## Statistieken
| Seizoen     | Club                    | Competitie         | Competitie | Competitie | Beker | Beker | Internationaal | Internationaal | Totaal | Totaal |
| Seizoen     | Club                    | Competitie         | Wed.       | Dlp.       | Wed.  | Dlp.  | Wed.           | Dlp.           | Wed.   | Dlp.   |
| ----------- | ----------------------- | ------------------ | ---------- | ---------- | ----- | ----- | -------------- | -------------- | ------ | ------ |
| 2014/15     | Lille OSC               | Ligue 1            | 0          | 0          | 0     | 0     | —              | —              | 0      | 0      |
| 2015/16     | Lille OSC               | Ligue 1            | 0          | 0          | 0     | 0     | —              | —              | 0      | 0      |
| 2016/17     | Lille OSC               | Ligue 1            | 0          | 0          | 0     | 0     | —              | —              | 0      | 0      |
| Club Totaal | Club Totaal             | Club Totaal        | 0          | 0          | 0     | 0     | 0              | 0              | 0      | 0      |
| 2017/18     | → Royal Excel Moeskroen | Jupiler Pro League | 10         | 0          | 1     | 0     | —              | —              | 11     | 0      |
| 2018/19     | Royal Excel Moeskroen   | Jupiler Pro League | 30         | 0          | 1     | 0     | —              | —              | 31     | 0      |
| 2019/20     | Royal Excel Moeskroen   | Jupiler Pro League | 16         | 0          | 0     | 0     | —              | —              | 16     | 0      |
| Club Totaal | Club Totaal             | Club Totaal        | 56         | 0          | 2     | 0     | 0              | 0              | 58     | 0      |
| 2020/21     | Royal Antwerp FC        | Jupiler Pro League | 24         | 0          | 0     | 0     | 5              | 0              | 29     | 0      |
| 2021/22     | Royal Antwerp FC        | Jupiler Pro League | 40         | 0          | 0     | 0     | 8              | 0              | 48     | 0      |
| 2022/23     | Royal Antwerp FC        | Jupiler Pro League | 40         | 0          | 6     | 0     | 6              | 0              | 52     | 0      |
| 2023/24     | Royal Antwerp FC        | Jupiler Pro League | 31         | 0          | 1     | 0     | 7              | 0              | 39     | 0      |
| 2024/25     | Royal Antwerp FC        | Jupiler Pro League | 0          | 0          | 2     | 0     | 0              | 0              | 2      | 0      |
| Club Totaal | Club Totaal             | Club Totaal        | 135        | 0          | 9     | 0     | 26             | 0              | 170    | 0      |
| 2024/25     | Como 1907               | Serie A            | 1          | 0          | 0     | 0     | 0              | 0              | 1      | 0      |
| Club Totaal | Club Totaal             | Club Totaal        | 1          | 0          | 0     | 0     | 0              | 0              | 1      | 0      |
| TOTAAL      | TOTAAL                  | TOTAAL             | 192        | 0          | 11    | 0     | 26             | 0              | 229    | 0      |

Bijgewerkt op januari 2025.

## Erelijst
| Landskampioen België | 1x | 2022/23         |
| Beker van België     | 2x | 2019/20 2022/23 |
| Belgische Supercup   | 1x | 2023            |

Op het Gala van de Gouden Schoen in België kreeg Butez in januari 2024 de prijs voor 'Doelman van het Jaar'.